# Sunniva von Selje

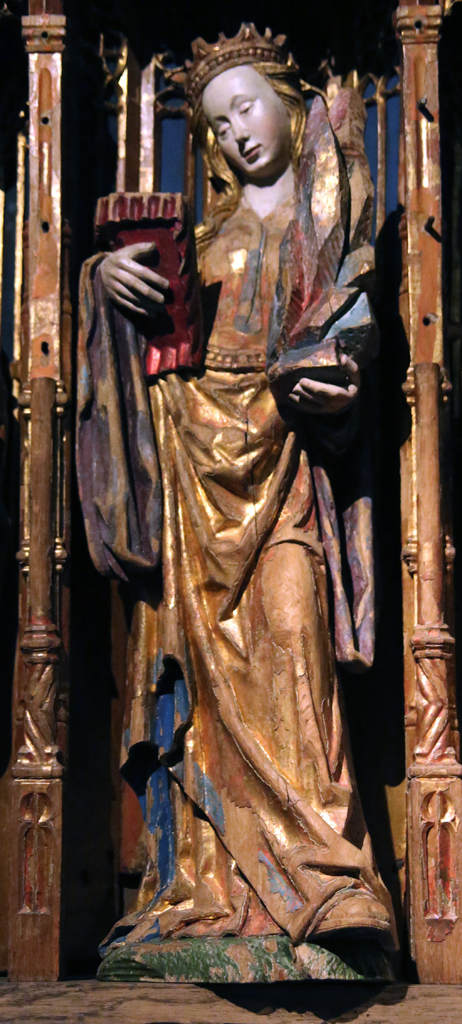
Skulptur der Hl. Sunniva im Museum von Bergen

Die heilige Sunniva von Selje (10. Jahrhundert) ist die Schutzheilige der norwegischen Diözese Bjørgvin und ganz Westnorwegens. Nach der Legende war sie eine irische Königstochter, die das Freien eines heidnischen Königs ausschlug und dann floh, als dieser in das Land einfiel. Auf der norwegischen Insel Selja (in der heutigen Kommune Stad) suchten sie und ihre Begleiter Unterschlupf in einer Höhle. Die Anwohner vermuteten, die Fremden wollten deren Schafe stehlen, und sandten Håkon Ladejarl aus. Sunniva und ihre Begleiter beteten zu Gott, dass sie nicht in die Hände der Heiden fallen sollten, worauf die Steine am Eingang der Höhle herabfielen und den Zugang versperrten.
Sunniva und die anderen starben in der Höhle, aber in der Folgezeit wurden Wunder auf der Insel berichtet. Als der christliche König Olav I. die Höhle im Jahre 996 öffnen ließ, soll man den Körper Sunnivas intakt vorgefunden haben. Später wurde ein Benediktinerkloster, das Kloster Selje, an dieser Stelle errichtet, dessen Ruinen heute noch erhalten sind.
Nach Translation ihrer Reliquien in den neuen Dom von Bergen am 7. September 1170 verbreitete sich ihre Verehrung in Norwegen und den Nachbarländern.

## Gedenktag
Katholisch: 8. Juli